# ويليام آبادي
ويليام آبادي هو ممثل فرنسي شارك في مسلسلات أرض الوطن، ذا أو سي وإيميلي في باريس.

## روابط خارجية
ويليام آبادي على موقع IMDb (الإنجليزية)
- ويليام آبادي على موقع ألو سيني (الفرنسية)
- ويليام آبادي على موقع أول موفي (الإنجليزية)
- ويليام آبادي على موقع قاعدة بيانات الفيلم (الإنجليزية)
- ويليام آبادي على موقع كينوبويسك (الروسية)